# ماثياس سفانبرغ
ماثياس سفانبرغ (بالسويدية: Mattias Svanberg)‏ (5 يناير 1999 بمالمو في السويد - ) هو لاعب كرة قدم سويدي في مركز الوسط. لعب مع نادي مالمو.

## روابط خارجية
- ماثياس سفانبرغ على موقع الاتحاد الدولي (مؤرشف)  (الإنجليزية)
- ماثياس سفانبرغ على موقع الاتحاد الأوربي (الإنجليزية)
- ماثياس سفانبرغ على موقع اتحاد السويد (السويدية)
- ماثياس سفانبرغ على موقع قاعدة بيانات كرة القدم.إي يو (الإنجليزية)
- ماثياس سفانبرغ على موقع ناشيونال فوتبول تيمز (الإنجليزية)
- ماثياس سفانبرغ على موقع Soccerway.com (الإنجليزية)
- ماثياس سفانبرغ على موقع عالم كرة القدم.نت (الإنجليزية)